# 大阪環状線 ひと駅ごとの愛物語
『大阪環状線 ひと駅ごとの愛物語』（おおさかかんじょうせん ひとえきごとのあいものがたり）は、関西テレビ放送で2016年から放送されているテレビドラマシリーズ。本項ではタイトルを変更した第3・第4シリーズの『ひと駅ごとのスマイル』も含めた全シリーズを一括して記述する。

## 概要
大阪環状線の各駅を毎回テーマに取り上げたオムニバス形式の物語である。全編4Kカメラによるオールロケーション撮影をしており、基本的に関西出身の俳優らの主演による1話完結で構成される。大阪環状線を運行する西日本旅客鉄道の協力を得て、ロケ先の各駅の係員やその地域に住む住民・店舗なども取材やエキストラで登場している。
第1シリーズは2016年1月13日から3月16日まで毎週水曜日の1:55 - 2:25（毎週火曜日深夜）に放送された。
第2シリーズは『大阪環状線 ひと駅ごとの愛物語 Part2』のタイトルで、2017年1月18日から3月22日まで毎週水曜日の0:55 - 1:25（毎週火曜日深夜）に放送された。
第3シリーズはタイトルが『大阪環状線 Part3 ひと駅ごとのスマイル』に変更され、2018年1月17日から3月21日まで毎週水曜日の0:30 - 1:00（毎週火曜日深夜）に放送された。
2018年10月13日から12月22日まで毎週土曜日の10:25 - 10:55には第4シリーズである『大阪環状線 Part4 ひと駅ごとのスマイル』が放送された。
関西地区以外では、2018年4月2日からBSフジで第3シリーズの放送が開始された。

## キャスト

### Part1
第1話 - 天王寺駅 「偽装カップル」
- 哲夫 - 駿河太郎
- さち子 - 谷村美月
- 琴美 - 滝裕可里
- 宮本 - 井上拓哉

第2話 - 玉造駅「私のカレは幸村様」
- 正人 / 真田幸村 - 尾上松也
- 信子 - 舞羽美海

第3話 - 大正駅「新しい海の出現」
- 女 - 村川絵梨
- 男 - 中山義紘

第4話 - 大阪駅 「スナイパーと妖精」
- スナイパー - 木下隆行（TKO）
- 松戸美代子 - 中村ゆり
- マスター - 山路和弘
- 妖精 - 松田苺

第5話 - 新今宮駅 「孤悲櫻」
- ほのみ - 平祐奈
- 樫野 - 前田旺志郎
- 警官 - 森脇健児

第6話 - 福島駅 「屋根の暗号」
- 良恵 - 木南晴夏
- 信太 - 大東駿介
- 占い師 - 永野宗典

第7話 - 大阪城公園駅 「始発電車が来るまで」
- 囚人 - やべきょうすけ
- 家出少女 - 清井咲希

第8話 - 西九条駅 「トンネル横丁の悪魔」
- 譲二 - 大野拓朗
- 礼央 - 碓井将大

第9話 - 野田駅 「最後のデート」
- 城井悠一 - 葉山奨之
- メイ - 足立梨花

第10話 - 京橋駅 「KYOBASHI ON MY MIND」
- ジイちゃん - 佐藤蛾次郎
- 日向子 - 鎮西寿々歌（第1 - 6話、第9話）

### Part2
第1話 - 鶴橋駅「優しい追跡者」
- ジヒョン - 知英
- 山中良介 - 百瀬朔

第2話 - 弁天町駅「船出の母」
- 箕島 昌子 - キムラ緑子
- 箕島 順平 - 波岡一喜
- アーティスト - 田村ツトム

第3話 - 桜ノ宮駅 「黄昏プールサイド」
- 江波 夕輝 - 高月彩良
- 藤本 朝陽 - 阿部純子

第4話 - 天満駅「妻の霊がカツラに取り憑いた男」
- 村野 真治 -山本浩之
- 泉 聡子 -中江有里
- 村野 美樹 - 鈴木紗理奈

第5話 - 桃谷駅「酒と泪と男とわたしたち」
- 光子 - 中村ゆり
- 聡美 - 小芝風花

第6話 - 森ノ宮駅「わたしとウチ」
- 三浦 明日香 - 田畑智子
- 20年前の明日香 - 井上苑子

第7話 - 今宮駅「獅子おどし」
- 良恵 - 木南晴夏
- 信太 - 大東駿介

第8話 - 芦原橋駅「ダダダゆうてドン」
- 吉見 明子 - 高橋愛
- 川尻 まる美 - 馬場園梓（当時アジアン）
- 松本 健 - 新実彰平（関西テレビアナウンサー）
- 太鼓屋社長 - 兵動大樹（矢野・兵動）

第9話 - 特別編「撮り鉄19駅を巡る恋」
- 青葉 光 - 前田航基
- 旭 輝 - 上遠野太洸
- 三上 さち子 - 谷村美月（特別出演）
- カメラ少女・日向子 - 鎮西寿々歌
- 駅員 - 斉藤雪乃

第10話 - 寺田町駅「駅から歩いて52万5600分」
- 武之 - 木下ほうか
- 美咲 - 清井咲希（第1 - 9話）

### Part3
第1話 - 福島駅「こども食堂はじめました」
- 箕島 昌子 - キムラ緑子
- 箕島 順平 - 波岡一喜
- 奈緒 - 福本愛菜

第2話 - 大正駅「KOボーイ」
- 鈴木 利春 - トミーズ雅
- 鈴木 拳一 - 田中亨（劇団Patch）
- ちか（拳一の同級生） - 中田青渚
- 広瀬（ちかの父親） - 森下じんせい
- 小坂（スナックのママ） - 桂米紫

第3話 - 桃谷駅「初恋さがし」
- 瞳 - 森矢カンナ
- 亮太 - 田中偉登

第4話 - 玉造駅「手のひらマスク」
- 大河 - 姜暢雄
- 三井 悠子 - 酒井藍

第5話 - 京橋駅「逃げんな、あほ！」
- 景山 信之 - 渡辺大知
- 景山 輝之 - 松井勇歩
- 居酒屋店主 - 小杉竜一（ブラックマヨネーズ）

第6話 - 弁天町駅「指輪のネックレス」
- タクシー運転手・谷口 - 赤井英和
- 娘・美穂 - 樋井明日香

第7話 - 寺田町駅「宇宙のタコヤキ」
- 水井 莉奈 - 朝比奈彩
- 加藤 聡 - 鈴木福

第8話 - 天王寺駅「ある夏の日に200パーセントの彼女に声をかけるということについて」
- 青木 - 森永悠希
- 朱音 - 岡本玲

第9話 - 大阪城公園駅「環状線くん」
- 松戸 十三 - 松尾諭
- 環状線くん - 水野叶大

第10話 - 芦原橋駅「私が魚になる前に踊って」
- 黄川田 - 松本利夫（EXILE）
- 桃 - 井頭愛海（当時X21）（第1 - 9話）

### Part4
第1話 - 新今宮駅「串カツ情話」
- 箕島 昌子 - キムラ緑子
- 箕島 順平 - 波岡一喜
- 桜川 雄太 - 中川浩三
- 桜川 美麗 - 曽和瑠布子

第2話 - 大阪駅「曽根崎心中未遂」
- 誠一 / 徳兵衛 - 三浦誠己
- 愛子 / お初 - 鈴木紗理奈

第3話 - 森ノ宮駅「別れをなびかせて歩く」
- 渚 - 谷村美月
- 楓 - 水上京香

第4話 - 西九条駅「おとうちゃんといっしょ」
- 柚木 憲吾 - 徳井義実（チュートリアル）
- 柚木 萌絵 - 平尾菜々花

第5話 - 鶴橋駅「ラストシーン」
- 風間 勇作 - 桐山漣
- 鈴山 かすみ - 徳永えり

第6話 - 桜ノ宮駅「にせもん桜」
- 相沢 佳代子 - 南野陽子
- 石田 美恵子 - 濱田マリ

第7話 - 野田駅「たこちゃんといかちゃん」
- 栗田 ちひろ - 水崎綾女
- あんの かおる - 神保悟志
- たこ焼き屋店主 - 津田篤宏（ダイアン）

第8話 - 今宮駅「引きずり女は福を呼ぶ」
- 引きずり女 - 間寛平
- 水嶋 瞳 - 中村静香
- 長岡 健太 - 森田哲矢（さらば青春の光）

第9話 - 天満駅「差出人のない手紙（前編）」
- 神崎 周一郎 - 宇崎竜童（第10話）
- 水澤 つるぎ - 西畑大吾（関西ジャニーズJr.）（第1 - 8話、第10話）
- 島田 美保 - 末成由美
- 八木かなえ
- 松岡 まり - 遥洋子

第10話 - 特別編「差出人のない手紙（後編）」
- 滝井 栞 - 萬田久子
- 日向子 - 鎮西寿々歌（第9話）
- 松岡 えり - 遥洋子
- たこやきレインボー

## 放送日程
Part1
| 放送回    | 放送日        | 駅名         | サブタイトル        | 脚本       | 演出       |
| --------- | ------------- | ------------ | ------------------- | ---------- | ---------- |
| Station1  | 2016年1月13日 | 天王寺駅     | 偽装カップル        | 吉原れい   | 木村弥寿彦 |
| Station2  | 1月20日       | 玉造駅       | 私のカレは幸村様    | 虎本剛     | 大西文志郎 |
| Station3  | 1月27日       | 大正駅       | 新しい海の出現      | 狗飼恭子   | 高山浩児   |
| Station4  | 2月03日       | 大阪駅       | スナイパーと妖精    | 小林弘利   | 木村弥寿彦 |
| Station5  | 2月10日       | 新今宮駅     | 孤悲櫻              | 逢坂夏子   | 高野有里   |
| Station6  | 2月17日       | 福島駅       | 屋根の暗号          | 角田貴志   | 瑠東東一郎 |
| Station7  | 2月24日       | 大阪城公園駅 | 始発電車が来るまで  | 小林弘利   | 木村弥寿彦 |
| Station8  | 3月02日       | 西九条駅     | トンネル横丁の悪魔  | 安田ちひろ | 的場政行   |
| Station9  | 3月09日       | 野田駅       | 最後のデート        | 奥山繭子   | 松川さやか |
| Station10 | 3月16日       | 京橋駅       | KYOBASHI ON MY MIND | 関秀人     | 木村弥寿彦 |

Part2
| 放送回    | 放送日        | 駅名     | サブタイトル                 | 脚本                | 演出        |
| --------- | ------------- | -------- | ---------------------------- | ------------------- | ----------- |
| Station1  | 2017年1月18日 | 鶴橋駅   | 優しい追跡者                 | 福谷圭祐            | 高山浩児    |
| Station2  | 1月25日       | 弁天町駅 | 船出の母                     | 畠山隼一            | 木村弥寿彦  |
| Station3  | 2月01日       | 桜ノ宮駅 | 黄昏プールサイド             | 安田ちひろ          | 松川さやか  |
| Station4  | 2月08日       | 天満駅   | 妻の霊がカツラに取り憑いた男 | 仲井陽              | 田中耕司    |
| Station5  | 2月15日       | 桃谷駅   | 酒と泪と男とわたしたち       | 狗飼恭子            | 的場政行    |
| Station6  | 2月22日       | 森ノ宮駅 | わたしとウチ                 | いながわ亜美        | 髙野有里    |
| Station7  | 3月01日       | 今宮駅   | 獅子おどし                   | 角田貴志            | 瑠東 東一郎 |
| Station8  | 3月08日       | 芦原橋駅 | ダダダゆうてドン             | 安田真奈            | 大西文志郎  |
| Station9  | 3月15日       | 特別編   | 撮り鉄19駅を巡る恋           | 小林弘利 木村弥寿彦 | 木村弥寿彦  |
| Station10 | 3月22日       | 寺田町駅 | 駅から歩いて52万5600分       | 小林弘利            | 木村弥寿彦  |

Part3
| 放送回    | 放送日        | 駅名         | サブタイトル                                                   | 脚本         | 演出       |
| --------- | ------------- | ------------ | -------------------------------------------------------------- | ------------ | ---------- |
| Station1  | 2018年1月17日 | 福島駅       | こども食堂はじめました                                         | 畠山隼一     | 木村弥寿彦 |
| Station2  | 1月24日       | 大正駅       | KOボーイ                                                       | 西垣匡基     | 木村弥寿彦 |
| Station3  | 1月31日       | 桃谷駅       | 初恋さがし                                                     | いながわ亜美 | 松川さやか |
| Station4  | 2月07日       | 玉造駅       | 手のひらマスク                                                 | 奥山繭子     | 田中耕司   |
| Station5  | 2月14日       | 京橋駅       | 逃げんな、あほ！                                               | 下村遥       | 堀江拓真   |
| Station6  | 2月21日       | 弁天町駅     | 指輪のネックレス                                               | 田中耕司     | 田中耕司   |
| Station7  | 2月28日       | 寺田町駅     | 宇宙のタコヤキ                                                 | 安田真奈     | 有本匡徳   |
| Station8  | 3月07日       | 天王寺駅     | ある夏の日に200パーセントの 彼女に声をかけるということについて | 狗飼恭子     | 髙山浩児   |
| Station9  | 3月14日       | 大阪城公園駅 | 環状線くん                                                     | 小林弘利     | 大西文志郎 |
| Station10 | 3月21日       | 芦原橋駅     | 私が魚になる前に踊って                                         | 狗飼恭子     | 木村弥寿彦 |

Part4
| 放送回    | 放送日         | 駅名     | サブタイトル             | 脚本         | 演出       |
| --------- | -------------- | -------- | ------------------------ | ------------ | ---------- |
| Station1  | 2018年10月13日 | 新今宮駅 | 串カツ情話               | 畠山隼一     | 木村弥寿彦 |
| Station2  | 10月20日       | 大阪駅   | 曽根崎心中未遂           | 狗飼恭子     | 的場政行   |
| Station3  | 10月27日       | 森ノ宮駅 | 別れをなびかせて歩く     | 鎌野鎌野     | 田中耕司   |
| Station4  | 11月03日       | 西九条駅 | おとうちゃんといっしょ   | 仲井陽       | 近藤匡     |
| Station5  | 11月10日       | 鶴橋駅   | ラストシーン             | 逢坂夏子     | 髙野有里   |
| Station6  | 11月24日       | 桜ノ宮駅 | にせもん桜               | 奥山繭子     | 髙山浩児   |
| Station7  | 12月01日       | 野田駅   | たこちゃんといかちゃん   | いながわ亜美 | 髙山浩児   |
| Station8  | 12月08日       | 今宮駅   | 引きずり女は福を呼ぶ     | 西垣匡基     | 田中耕司   |
| Station9  | 12月15日       | 天満橋   | 差出人のない手紙（前編） | 小林弘利     | 木村弥寿彦 |
| Station10 | 12月22日       | 特別編   | 差出人のない手紙（後編） | 狗飼恭子     | 木村弥寿彦 |

## 受賞
- 日本民間放送連盟賞・番組部門テレビドラマ番組優秀賞（2016年） - Season1 第3話 大正駅「新しい海の出現」の回に対して[2]

## 放送時間
- 関西テレビ Part1 - 3：水曜午前（火曜深夜）[注 2]、Part4：土曜 10:25 - 10:55
- BSフジ 毎週月曜日 23:00 - 23:30

## 舞台版

### 2019年公演
『大阪環状線 〜君の歌声が聴きたくて1985〜 天王寺駅編』が2019年12月13日から25日まで大阪松竹座にて公演。脚本は川浪ナミヲ、演出は木村弥寿彦が担当した。主人公の圭が1985年の天王寺にタイムスリップし奇跡が起こる、オリジナルストーリーが展開された。
キャスト（2019年舞台）
- 幸太[15] - 室龍太（関西ジャニーズJr.）
- 圭[15] - 寺西拓人（ジャニーズJr.）
- 真由[15] - 舞羽美海
- 楠見薫
- 桂団朝
- 寺田最可
- 海原はるか
- 春やすこ
- 松本[15] - 姜暢雄
- 源太[15] - 赤井英和

ほか

### 2021年公演
『大阪環状線 大正駅編 〜愛のエイサー プロポーズ大作戦〜』が2021年12月11日から25日まで大阪松竹座にて公演。脚本は小林弘利、演出は前作から続けて木村弥寿彦が担当した。“リトル沖縄”と呼ばれる大阪の街・大正を舞台とした、オリジナルストーリーが展開された。
キャスト（2021年舞台）
- 亮太[17] - 今江大地（関西ジャニーズJr.）
- 美咲[17] - 阿部純子
- 島田空晴[17] - 小柴陸（AmBitious / 関西ジャニーズJr.）
- 伊藤真央
- 堀くるみ
- 彩木咲良
- 寺田もか
- 井上拓哉
- 間慎太郎
- 小寺真理
- あだち理絵子
- シルク
- 陰山泰
- 上杉祥三
- 麗[17] - 小川菜摘
- 田村ツトム
- 岡山祐児
- 吉野悦世
- 和泉大輔
- 大城沙耶
- 大倉杏菜
- 南川泰規

### 2022年公演
『大阪環状線 天満駅編 〜うちの家族は日本一やねん!〜』が2022年11月28日から12月12日まで大阪松竹座にて公演。脚本は岡本貴也、演出は前作から続けて木村弥寿彦が担当した。松竹新喜劇の代表作「大人の童話」を原作としたストーリーが展開された。
キャスト（2022年舞台）
- 田中島子[19] - 佐藤江梨子
- 田中福造[19] - 月亭八光
- 岩井徳一[19] - 加藤虎ノ介
- 岩井あかり[19] - 瀬戸カトリーヌ
- 田中栄美[19] - 太田夢莉
- 田中幸七[19] - コング桑田
- 海原はるか
- 星加莉佐
- 寺田もか
- 曽我廼家一蝶
- 曽我廼家桃太郎
- 岡山祐児
- 清水聡之朗
- 赤在沙優
- 吉田梨湖